# 卡梅沙內
卡梅沙内是烏克蘭南部赫爾松州赫尔松区赫尔松市镇内的市級鎮。距離赫爾松9公里，始建於1801年，面積2.95平方公里，2011年人口6,941，人口密度每平方公里2,352.88人。